# Theürgie
Theürgie (Oudgrieks: theourgia, 'het goddelijke bewerken') was een vorm van magie uit het Romeinse keizerrijk waarbij de beoefenaar probeerde in contact te komen met het goddelijke, voor verlichting, het aanwenden van goddelijke krachten en het bezielen van godenbeelden. Belangrijk daarbij waren specifieke rituelen, aanroepingen en liturgische elementen. Theürgie had dus een religieus doel en onderscheidde zich zodoende van veel andere magische praktijken in de klassieke oudheid. Deze vorm van magie ontstond in de oostelijke mediterrane wereld, mogelijk Egypte, in de 2e eeuw in een middenplatonisch milieu, en was sindsdien van invloed op het hermetisme, de gnostiek en het neoplatonisme.
De vroegste bron voor theürgie zijn de religieus-filosofische Chaldeïsche orakelen. Dit zijn hexametrische verzen met orakeltaal die vermoedelijk door Julianus de Vader en zijn zoon Julianus de Theürgist zijn geschreven onder het bewind van keizer Marcus Aurelius (161-180). De tekst vertoont overeenkomsten met het gedachtegoed van neopythagoristen en middenplatonisten als Numenius. Onderwerpen zijn kosmogonie, kosmologie, antropologie en verlossingsleer, waarbij rituele en magische voorschriften worden gegeven. Plotinus (3e eeuw), grondlegger van het neoplatonisme, was geen grote liefhebber van magie en schreef niets over de Orakelen. Zijn volgelingen deden dat echter wel. Porphyrius, bijvoorbeeld, stelde dat theürgie in beperkte mate als hulpmiddel gebruikt kon worden voor de zuivering van de ziel en het oproepen van engelen en goden. Net als Plotinus vond hij theoria ('contemplatie') voor het bereiken van het goddelijke echter belangrijker. Jamblichus schreef niettemin uitvoerig over theürgie in zijn Over de mysteriën en beschouwde deze kunst als het middel om een band op te bouwen met het goddelijke op een manier die niet mogelijk is via rationeel filosoferen. De keizer Julianus de Afvallige (4e eeuw) was eerst een leerling van Eusebius van Nicomedia, die de nadruk legde op theoria en magie verwierp, maar zijn latere leermeester Maximus overtuigde hem van de vermeende waarde van theürgie. Van de christen pseudo-Dionysius de Aereopagiet (6e eeuw) is bekend dat hij net als zijn leermeester, de neoplatonist Proclus, in theürgie geloofde. Hij en Maximus Confessor (7e eeuw) namen aan dat theürgie werkte dankzij de gratie Gods.
Theürgie was niet gepopulariseerd en bleef beperkt tot selecte groepen. Volgens de Orakelen en Jamblichus was theürgie maar voor de weinigen bestemd, en was het als het ware een priesterlijke kunst. De theürgist zou de goden dienen en daarmee één worden. Jamblichus beschreef hierbij de rol van dierenoffers en enthousiasme, 'door goden gegrepen', wat volgens hem kon resulteren in levitatie. Ook beschreef hij de praktijk waarbij de theürg samenwerkte met een medium en eventueel toeschouwers, waarbij een geestverschijning werd waargenomen. Zowel hij als de hermetische Asclepius beschrijven de mogelijkheid om middels theürgie standbeelden van goden te bezielen, door die bijvoorbeeld hol te maken en vervolgens te vullen met ritueel betekenisvolle, specifieke stenen en kruiden. Toch beweerde Jamblichus niet dat de mens via theürgie de goden echt tot iets kon dwingen. De vermeende heilzame effecten van de kunst zouden een gift (voorgesteld als licht) van de goden zijn. De achterliggende idee van de aangenomen werkzaamheid van theürgie was die van kosmische sympathie, wat inhield dat alles in de kosmos (op occulte wijze) met elkaar in verbinding stond.